# Joseph Atiyeh
Joseph Atiyeh (arabiska: جوزيف عطية), född den 19 maj 1957, är en syrisk brottare som tog OS-silver i tungviktsbrottning i fristilsklassen 1984 i Los Angeles.